# José Marsà
José Marsà, né le 4 mars 2002 à Esplugues de Llobregat, est un footballeur espagnol qui évolue au poste de défenseur central au KV Malines.

## Biographie

### Carrière en club
Né à Esplugues de Llobregat, dans la province catalane de Barcelone, Marsà est un pur produit de La Masia. Il porte notamment le brassard de capitaine avec les Juvenil A avant d'être promu en équipe reserve du FC Barcelone dès 2020.
Refusant de prolonger avec le club blaugrana, il signe libre au Sporting Portugal le 1er juillet 2021. Initialement intégré à la réserve lisboète, il fait ses débuts professionnels avec le Sporting le 14 mai 2022, remplaçant le capitaine Coates à la 79e minute d'une victoire 4-0 en Primeira Liga contre Santa Clara,.
S'illustrant lors de la préparation de la saison suivante, José Marsà s'instale dans l'équipe première dès l'été 2022, se voyant même offrir sa première titularisation contre Gil Vicente fin septembre, au gré des indisponibilités.
Il fait ses débuts en Ligue des champions le 4 octobre 2022, remplaçant Jerry St. Juste à la mi-temps du match de poule du Sporting CP contre l'Olympique de Marseille. Entré en jeu, alors que son équipe est déjà menée et a perdu un joueur sur carton rouge, il ne parvient pas à empêcher la défaite 4-1 à l'extérieur des siens.

### Carrière en sélection
International espagnol en équipe de jeunes, Marsà connait toutes les sélections des moins de 16 aux mois de 18, en passant par les moins de 17 ans. Avec ces derniers il participe à la Coupe du monde des moins de 17 ans en 2019.

## Style de jeu
Défenseur central polyvalent, Marsà est également capable de jouer sur les deux côtés de la défense, évoluant régulièrement comme latéral droit ou gauche en équipes de jeunes et en reserve à Barcelone,.

## Palmarès
| Sporting Portugal - Primeira Liga - Vice-champion en 2021-22                  |
| FC Barcelone - División de Honor Juvenil (es) - Vice-champion en 2020-21 (es) |